# Steven Souza
Ne pas confondre avec Steven E. de Souza.
Steven Jeffrey Souza, Jr. (né le 24 avril 1989 à Everett, Washington, États-Unis) est un voltigeur des Mariners de Seattle de la Ligue majeure de baseball.

## Carrière
Steven Souza est un choix de troisième ronde des Nationals de Washington en 2007. Au début de sa carrière en ligues mineures, il est surtout joueur de champ intérieur, évoluant notamment au premier et au troisième buts en plus du poste de champ droit. En 2010, c'est en tant que joueur d'arrêt-court qu'il fait l'équipe d'étoiles de la South Atlantic League, la ligue mineure dans laquelle il joue. En juillet 2010, cependant, sa carrière prend un autre chemin lorsqu'il est suspendu pour 50 matchs pour avoir contrevenu à la politique des ligues mineures contre les drogues. Il est pris à utiliser un stimulant interdit, en l'occurrence du méthylphénidate et de l'acide ritalinique, substances habituellement prescrites pour traiter les troubles du déficit de l'attention.
Après une année 2011 difficile, Souza revient en force en 2012 dans les ligues mineures et revient dans le radar du club des majeures. Il enchaîne une bonne saison 2013, malgré des blessures, dans le Double-A chez les Senators de Harrisburg. À partir de 2012, Souza joue au poste de voltigeur.
Steven Souza fait ses débuts dans le baseball majeur avec les Nationals de Washington le 13 avril 2014 après avoir été rappelé des Chiefs de Syracuse dans le niveau AAA pour remplacer avec le grand club Denard Span, victime d'une commotion cérébrale. Le 15 avril suivant, il réussit son premier coup sûr dans les majeures, aux dépens du lanceur Dan Jennings, des Marlins de Miami.
Souza est transféré des Nationals aux Rays de Tampa Bay le 19 décembre 2014 dans l'échange à trois clubs qui envoie notamment Wil Myers aux Padres de San Diego.